# 조선민주주의인민공화국의 외무상
조선민주주의인민공화국 외무상(朝鮮民主主義人民共和國 外務相)은 조선민주주의인민공화국 외무성의 수장이자 조선민주주의인민공화국 내각에 소속되어 있는 중앙부처 중 하나이다. 외무상은 조선로동당 중앙위원회 전원회의에서 선출된다.
외무상은 대개 조선로동당 중앙위원회 위원, 국무위원회 위원, 최고인민회의 대의원이기도 하다. 외무상은 조선로동당 국제부장보다 낮은 직급이며, 더불어 북한에서 대외정책과 대외관계를 정부 차원에서 관리하는 직책이다. 외무성 지역국의 수장을 맡는 7명의 외무성 부상들이 외무상을 보좌한다.
1948년부터 1972년까지, 그리고 1998년부터 2018년 현재까지 외무상으로 쭉 불리고 있다. 그 사이인 1972년부터 1998년까지는 정무원 산하의 외교성의 수장인 외교상이라는 명칭으로 존재했으나 그 기능의 차이는 거의 없었다.

## 역대 외무상
| 주석   | 대수 | 사진 | 이름   | 임기                                  | 비고       |
| ------ | ---- | ---- | ------ | ------------------------------------- | ---------- |
| 김일성 | 초대 |      | 박헌영 | (1948년 9월 2일 - 1953년 8월 2일)     |            |
| 김일성 | 2대  |      | 남일   | (1953년 8월 2일 - 1957년 9월 9일)     |            |
| 김일성 | 3대  |      | 이상조 | (1959년 10월 11일 ~ 1959년 10월 25일) |            |
| 김일성 | 4대  |      | 박성철 | (1959년 10월 25일 ~ 1962년 10월 22일) |            |
| 김일성 | 7대  |      | 이상조 | (1962년 10월 23일 ∼ 1967년 12월 16일) |            |
| 김일성 | 8대  |      | 박성철 | (1967년 12월 16일 ∼ 1970년 7월 8일)   |            |
| 김일성 | 9대  |      | 허담   | (1970년 7월 8일 ~ 1970년 11월 18일)   |            |
| 김일성 | -    |      | 허담   | (1972년 7월 20일 - 1977년 12월 8일)   |            |
| 김일성 | 10대 |      | 김영남 | (1983년 12월 8일 - 1998년 9월 1일)    |            |
| 김정일 | 11대 |      | 백남순 | (1998년 9월 1일 ~ 2007년 1월 3일)     |            |
| 김정일 |      |      | 강석주 | (2007년 1월 3일 - 2007년 5월 18일)    | (직무대리) |
| 김정일 | 12대 |      | 박의춘 | (2007년 5월 18일 - 2009년 4월 9일)    |            |
| 김정일 | -    |      | 박의춘 | 2009년 - 2014년 4월 9일               |            |
| 김정은 | 13대 |      | 리수용 | (2014년 4월 9일 - 2016년 5월 9일)     |            |
| 김정은 | 14대 |      | 리용호 | (2016년 5월 9일 - 2019년 12월 29일)   |            |
| 김정은 | 15대 |      | 리선권 | (2019년 12월 29일 - 2022년 6월 10일)  |            |
| 김정은 | 16대 |      | 최선희 | (2022년 6월 10일 - 현직)              |            |